# Kayee Adang (Seulimeum)
Kayee Adang is een bestuurslaag in het regentschap Aceh Besar van de provincie Atjeh, Indonesië. Kayee Adang telt 272 inwoners (volkstelling 2010).